# Ad exstirpanda
Ad exstirpanda су почетне речи, које се користе за означавање папске буле, коју је 15. маја, 1252. издао папа Иноћентије IV, а потврдили су је папе Александар IV, 30. новембра 1259, и Клемент IV, 3. новембра 1265. Ова була је експлицитно допуштала употребу мучења при изнуђивању признања од наводних јеретика током инквизиције, и експлицитно праштала праксу убијања повраћених „јеретика“, спаљивањем на ломачи. Була је уступала држави део имовине, конфисковане од осуђеника. Држава је за узврат преузимала на себе извршавање казне.